# 朗东堡站
朗东堡站（法語：Château-Landon）是巴黎地鐵的一個車站，位於巴黎第十區，是巴黎地鐵7號線的車站，得名于朗东堡路。朗东堡站開業於1910年11月5日，是巴黎地鐵7號線最早開通區間的車站之一。 

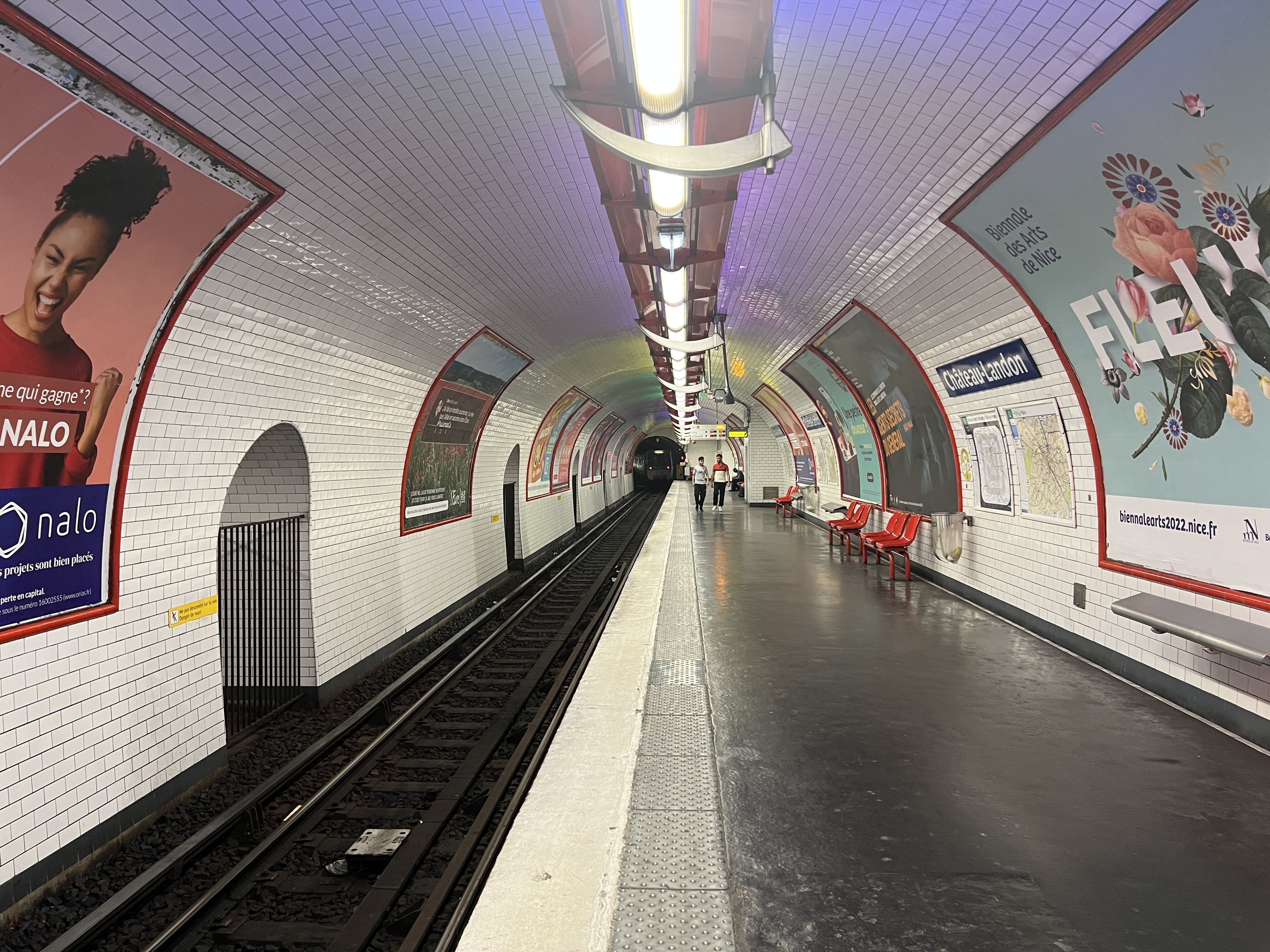
月台（2022年6月）

## 車站結構
| 街道      |                    |                                               |
| B1        | 連接層             |                                               |
| 7號線月台 | 側式月台，右側開門 | 側式月台，右側開門                            |
| 7號線月台 | 南行               | 往猶太城-路易·阿拉貢/伊夫里市政厅（巴黎東站） |
| 7號線月台 | 北行               | 往拉库尔讷沃-1945年5月8日（路易·布朗）        |
| 7號線月台 | 側式月台，右側開門 |                                               |